# Contea di Nottoway
La contea di Nottoway (in inglese Nottoway County) è una contea dello Stato della Virginia, negli Stati Uniti. La popolazione al censimento del 2000 era di 15 725 abitanti. Il capoluogo di contea è Nottoway.